# Holy Diver
Holy Diver je prvi studijski album heavy metal sastava Dio. Izdan je 1983. godine.

## Pjesme
1. Stand Up And Shout
2. Holy Diver
3. Gypsy
4. Caught In The Middle
5. Don't Talk To Strangers
6. Straight Through The Heart
7. Invisible
8. Rainbow In The Dark
9. Shame On The Night